# Landsporten, Zadar

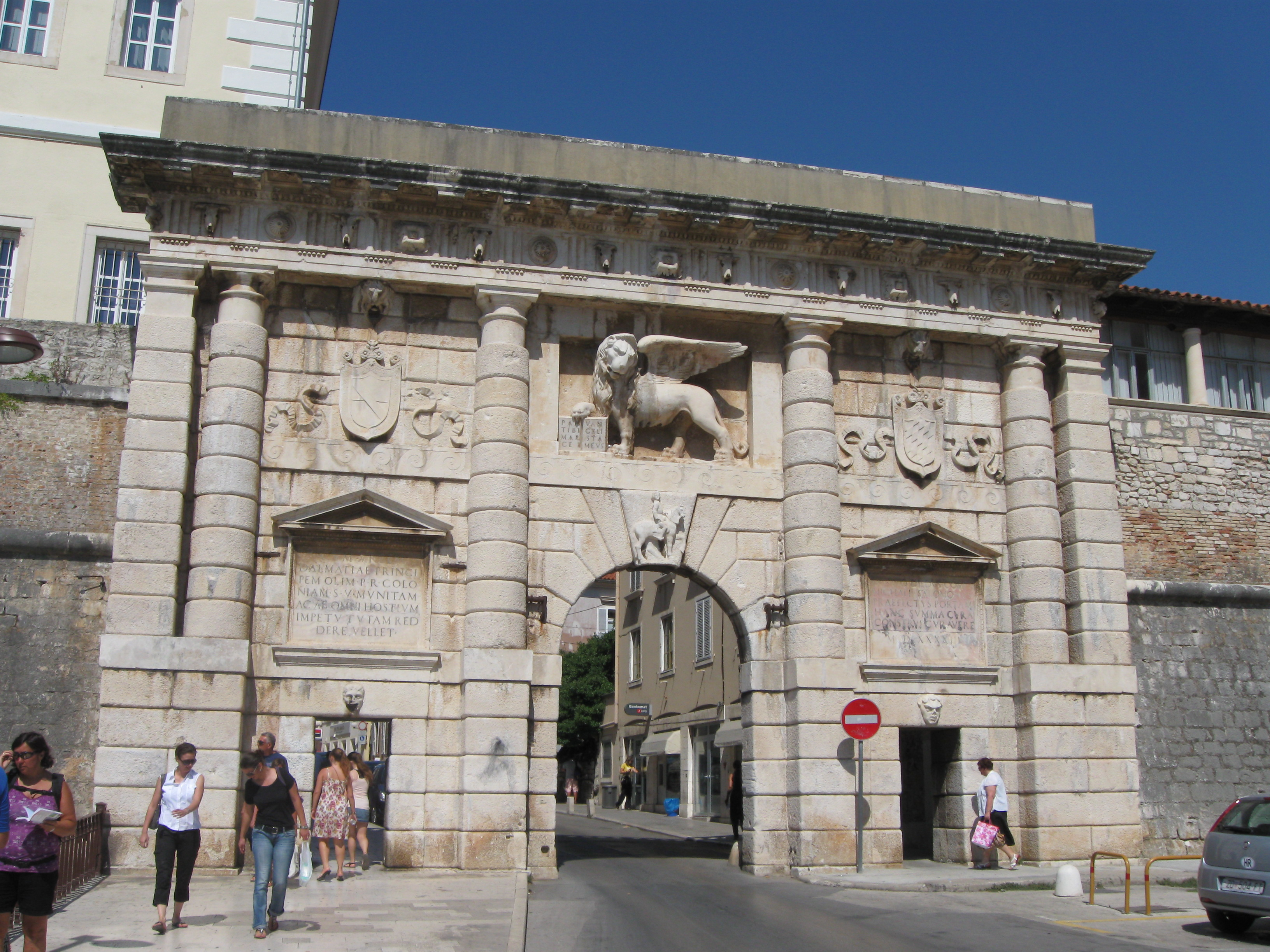
Landsporten 2011.

Landsporten (kroatiska: Kopnena vrata) är en stadsport i Zadar i Kroatien. Den uppfördes 1543 enligt ritningar av Michele Sanmicheli och var huvudporten in i den gamla staden. Porten ingick i Zadars gamla försvarsverk bestående av en stadsmur. 
Landsporten är en av de finaste exemplen på renässansarkitektur i Dalmatien. Den har formen av en triumfbåge med en central passage för fordonstrafik. På var sida om den större passagen finns mindre öppningar som används av gående. Öppningarna är åtskilda av fyra stenpilastrar. Den är utsmyckad med olika motiv, däribland Sankt Chrysogonus till häst och Sankt Markuslejonet som var en symbol för Venedig och dess styre.      

### Fotnoter
1. 1 2  Zadars turistförening (engelska)